# ثابت (فوهة)
فوهة ثابت هي فوهة بركانية تقع جنوب القمر ويبلغ قطرها 57 كم وبعمق 3. 3 كم ، وفي عام 1935، أطلق الاتحاد الفلكي الدولي اسم الفلكي وعالم الرياضيات ثابت بن قرة عليها .